# Alamagan
Alamagan là một hòn đảo thuộc Quần đảo Bắc Mariana trên Thái Bình Dương, cách Guguan 30 hải lý (56 km) về phía bắc, cách Saipan 250 hải lý (463 km) cũng về phía bắc và cách Pagan 60 hải lý (111 km) về phía nam  . Hiện trên đảo không có người ở.